# Fazenda Machadinha
A Fazenda Machadinha, por vezes referenciada como Fazenda da Machadinha, é uma fazenda de cana-de-açúcar do século XIX que pertenceu ao 2º barão e visconde de Ururaí e à sua esposa, Ana do Loreto, filha do duque de Caxias.
É um ambiente histórico tombado em caráter definitivo pelo INEPAC, composto por uma casa grande, três alas de antigas senzalas, armazéns e a capela de Nossa Senhora do Patrocínio. A casa grande, estábulos e armazéns hoje estão em ruínas; a capela e as senzalas ainda estão preservadas.
Descendentes de antigos escravos ainda habitam a parte que restou das senzalas e realizam festas na quais cantam o "fado", uma forma de jongo preservada há séculos.

## História
As terras da região, originalmente conhecidas como Campo das Delícias, foram adquiridas no século XVIII pelo capitão João Carneiro da Silva, que tinha sido comerciante e contratador de diamantes no arraial do Tijuco (atual Diamantina) e no Rio de Janeiro. Além de Machadinha, o Capitão era proprietário da Fazenda do Mello e do Sítio de Mato de Pipa, terras independentes encravadas no Morgadio de Capivary. O topônimo Machadinha, deve-se ao achamento de uma dessas ferramentas líticas pré-históricas no local.
As terras da fazenda foram herdadas por João Carneiro da Silva (neto do anterior), que posteriormente recebeu o título de barão de Ururaí, o primeiro do nome. Em 1798 foi erguido nestas terras o primeiro engenho de açúcar da região de Quissamã e, em 1803, foi erguida a primeira construção no local para servir como residência do proprietário.
Em 1833, ergueu-se uma capela em louvor a Nossa Senhora do Patrocínio. Mesmo depois do abandono da casa grande, esta capela foi mantida como local de culto pelos habitantes das antigas senzalas. Atualmente está totalmente preservada e foi recentemente restaurada.
Como o 1º barão de Ururaí morreu sem descendência legítima, a fazenda foi herdada pelo seu sobrinho, Manuel Carneiro da Silva (neto), que posteriormente foi agraciado com os títulos de 2º barão e visconde de Ururaí. O visconde Manuel Carneiro da Silva era filho de José Carneiro da Silva, 1º barão e visconde de Araruama e casou-se com Ana do Loreto Carneiro Viana de Lima e Silva, caçula das duas filhas do Duque de Caxias.
No auge da produção de açúcar, o "ouro-doce", Manuel Carneiro da Silva (neto) derrubou a antiga casa da fazenda e ergueu uma residência apalacetada que ficou pronta em 1867. Uma parte da antiga casa foi mantida para ser utilizada como dependências. A construção foi iniciada em 1863, certamente projetada e executada pelo empreiteiro e arquiteto Antônio Becher, conhecido como Antônio Alemão. O mobiliário das salas de jantar e de visitas do solar foi comprado em Paris (França) por seu cunhado, o futuro Barão de Vila Franca, assim como o monumental serviço em porcelana da renomada manufatura "F. Dommartin", monogramado, com barrado ondulado em azul e motivos de frutas, flores, pássaros, efígies e cenas clássicas, além dos cristais de Baccarat e do faqueiro Christofle.
Além de outros hospedes ilustres, a casa da fazenda hospedou o Duque de Caxias por diversas ocasiões. Ao voltar da Guerra do Paraguai, o Duque de Caxias levou seus dois cavalos de batalha para a Fazenda Machadinha e lá passou uma longa temporada. Costumava fazer longos passeios a cavalo com seu neto José de Lima Carneiro da Silva, filho do 2º barão e visconde de Ururaí. Um dos cavalos morreu e, conforme conta a tradição local, foi enterrado atrás da capela. No palacete faleceu no ano de 1902 a Baronesa de Santa Monica, Luísa do Loreto Vianna de Lima Nogueira da Gama, filha primogênita dos duques de Caxias.
Com a decadência das plantações de açúcar na região, os filhos do 2º barão e visconde de Ururaí venderam as terras da fazenda para o Engenho Central de Quissamã. O novo proprietário, uma empresa agroindustrial, não tinha interesse na casa, apenas em utilizar as terras para plantar cana-de-açúcar. Deste modo, a casa da fazenda foi abandonada e entrou em processo de arruinamento.
As edificações das antigas senzalas, divididas em 47 habitações, foram preservadas e mantidas habitadas por famílias de empregados do Engenho Central de Quissamã, atualmente desativado. Recentemente, as senzalas passaram por reformas que mantiveram seu aspecto histórico original.
Os moradores das senzalas preservaram cantos e danças por eles denominados de "fado", que são o jongo cantado e dançado há séculos pelos antigos escravos das plantações e engenhos de açúcar. Além da música e da dança, os moradores do local preservaram e desenvolveram uma culinária peculiar e exótica, bastante diferente do resto no Brasil, a qual é preparada em ocasiões festivas.
Devido ao tombamento em caráter definitivo pelo INEPAC em 1979, o conjunto foi desapropriado pela Prefeitura Municipal de Quissamã que pretende a sua valorização e uso como atração de turismo cultural.

## Arquitetura
Mesmo que parcialmente em ruínas, o conjunto da fazenda Machadinha é um notável exemplo das grandes propriedades de engenho de cana-de-açúcar do norte fluminense.
O conjunto encontra-se próximo ao canal Campos-Macaé e à lagoa Feia. Um canal de derivação do canal Campos-Macaé servia como via de comunicação da sede da fazenda com a lagoa Feia. Localiza-se no centro de extensa planície coberta por um canavial em uma pequena elevação.
A casa da fazenda é cercada por um muro que, originalmente, delimitava um jardim, do qual só resta um renque de seis palmeiras imperiais ao longo da fachada sul.
Na frente da casa da fazenda fica o extenso terreiro com as antigas senzalas e a capela de Nossa Senhora do Patrocínio. O conjunto da senzala é alongado com planta baixa em formato de “I” e de “L”.
A casa da fazenda apresenta um elaborado estilo neoclássico composto de pavimento térreo e sobrado menor no corpo central, frontão, platibanda vazada e arcadas. Os cunhais nos quatro cantos são encimados por estátuas alegóricas das estações do ano. As portas e janelas têm bandeiras de desenhos graciosos e gradis de fino risco. Uma fachada está voltada para a lagoa Feia, outra, na lateral, é precedida por varanda com arcada.

## Como chegar
Do centro de Quissamã, tomar a RJ-196 em direção a BR-101. Virar à direita na QSM-007, no trevo da Oficina do Artesanato de Coco. Seguir até o final da QSM-007, onde encontra-se a fazenda Machadinha.
Coordenadas: S22º 01.962’ W41º 27.120’